# ميكانيكا الموائع
ميكانيكا الموائع هو تخصص فرعي من ميكانيكا المواد المتصلة وهو معني أساسا بالموائع، التي هي أساسا السوائل والغازات، ويدرس هذا التخصص السلوك الفيزيائي الظاهر الكلي لهذه المواد، ويمكن تقسيمه من ناحية إلى إستاتيكا الموائع- أو دراستها في حالة عدم الحركة، أو ديناميكا الموائع أو دراستها في حالة الحركة، ويندرج تحتها تخصصات أخرى معينة، فهناك الديناميكيات الهوائية (أيروديناميك) والديناميكيات المائية (هيدروديناميك).
يسعى هذا التخصص إلى تحديد الكميات الفيزيائية الخاصة بالموائع، وذلك مثل السرعة، الضغط، الكثافة، ودرجة الحرارة، واللزوجة ومعدل التدفق، وقد ظهرت تطبيقات حسابية حديثة لإيجاد حلول للمسائل المتصلة بميكانيكا الموائع، ويسمى التخصص المعني بذلك ديناميكا الموائع الحسابية.

## العلاقة بين ميكانيكا الموائع وميكانيكا المواد المتصلة
تعتبر ميكانيكا الموائع غالبا أحد التخصصات الفرعية لميكانيكا المواد المتصلة، كما هو موضح في الجدول التالي
| ميكانيكا الأوساط المتصلة دراسة الطبيعة الفيزيائية للمواد المتصلة | ميكانيكا المواد الصلبة: دراسة المواد المتصلة التي لها شكل محدد تستقر عليه. | المرونة: تصف المواد التي ترجع إلى شكلها الأصلي في حالة الاستقرار بعد تعرضها للإجهاد الميكانيكي أو الضغط | المرونة: تصف المواد التي ترجع إلى شكلها الأصلي في حالة الاستقرار بعد تعرضها للإجهاد الميكانيكي أو الضغط |
| ميكانيكا الأوساط المتصلة دراسة الطبيعة الفيزيائية للمواد المتصلة | ميكانيكا المواد الصلبة: دراسة المواد المتصلة التي لها شكل محدد تستقر عليه. | البلاستيكية: وتصف المواد التي يتغير شكلها بشكل دائم بعد تعرضها للإجهاد الميكانيكي أو الضغط              | علم الجريان: ويعنى بدراسة هذه المواد مثل اللدائن                                                        |
| ميكانيكا الأوساط المتصلة دراسة الطبيعة الفيزيائية للمواد المتصلة | ميكانيكا الموائع: دراسة المواد التي تتخذ شكل الوعاء الذي يحتويها           | الموائع اللانيوتنية                                                                                     | علم الجريان: ويعنى بدراسة هذه المواد مثل اللدائن                                                        |
| ميكانيكا الأوساط المتصلة دراسة الطبيعة الفيزيائية للمواد المتصلة | ميكانيكا الموائع: دراسة المواد التي تتخذ شكل الوعاء الذي يحتويها           | الموائع النيوتنية                                                                                       | |

ومن الناحية الميكانيكية، فإن الموائع هي مواد لا تتأثر بوجود إجهاد ميكانيكي في اتجاه مواز لسطحها، وهذا هو السبب الذي يجعل الموائع الموجودة في حالة عدم حركة تتخذ شكل الوعاء الذي يحتويها.

## أساسيات الانتقال الحراري وسريان الموائع

### المعادلات الأساسية
نظام المعادلات الآتية للانتقال الحراري وسريان الموائع تتكون أساسا من معادلة الاتصال (معادلة حفظ الكتلة) ومعادلة حفظ كمية الحركة ومعادلة حفظ كمية الطاقة. سوف لا نعتبر الظواهر المعقدة التي ليست وثيقة الصلة بمناقشتنا، وسوف نتقيد بالظواهر الفيزيائية تحت الشروط الأتية:
1. الموائع تكون غير قابلة للانضغاط وتكون نيوتونية (Newtonian). وسوف لا نأخذ في الاعتبار عدم تغير الكثافة إلا في حالة توليد قوى الطفو. وتكون خصائص الاستقرار وعدم الاستقرار مرتبطة معا.
2. الخصائص الفيزيائية للموائع تكون ثابتة.
3. في الصيغ المختلفة للطاقة سوف نعتبر فقط الطاقة الحرارية. وسوف نهمل الإخماد الذي هو تحويلة عكسية من طاقة حركية إلى طاقة حرارية إلا في حالة سريان أو جريان مضطربة.

تحت هذه الشروط نريد أن نصل إلى فيزياء إضافية مثل التنامي في الموجات السمعية.
تحت هذه الشروط يمكن الحصول على المعادلات التالية:
1. معادلة حفظ المادة (أو الاتصال):

1. معادلة حفظ كمية الحركة:

{\displaystyle {\frac {\partial \rho u}{\partial t}}+\nabla \cdot (\rho \mathbf {u^{2}} )=-\nabla p-[\nabla \cdot \mathbf {\tau } ]+\rho \mathbf {g} \ \ \ \ \ \ \ \ (2)}
1. معادلة حفظ الطاقة:

{\displaystyle {\frac {\partial }{\partial t}}({\frac {1}{2}}\rho u^{2}+\rho U)=-(\nabla \cdot \mathbf {e} )+\rho (\mathbf {v} \cdot \mathbf {g} )\ \ \ \ \ \ \ \ (3)}
حيث أن{\displaystyle \mathbf {u} } هي متجه السرعة و{\displaystyle p} هو الضغط، و{\displaystyle \rho } هي الكثافة وهي الطاقة وهي متجه الجاذبية الأرضية ترمز للزوجة المائع (كجم/م.ث) وهي الحرارة النوعية تحت ضغط ثابت (جول/كجم.كلفن) وهي النفاذية الحرارية (شغل/م.كلفن). ومعدل توليد الحرارة الحجمى لوحدة الحجوم يمثل بـ. اما معادلات بقاء كمية كمية الحركة تعرف بمعادلات نافير- ستوكس. ويمكن الرجوع إلى أي كتاب في أساسيات ميكانيكا الموائع لاشتقاق هذه المعادلات.
في السريانات ثنائية البعد هناك موضعيان ممكنان:
1. مركبة السرعة في اتجاه تهمل لصغرها إذا ما قورنت بمركبات السرعة هي الاتجاهين الاخريين. وبالتالي لا تعتبر دالة في.
2. التغيرات في بالنسبة لاتجاه مثلا يفترض أنها معلومة. وبمعنى آخر يمكن اعتبار عمليات الانتقال دوال في فقط.

## سريان الموائع
المائع هو المادة التي ليس لها شكل معين بل تأخذ شكل الإناء الحاوي لها وتتميز بقدراتها على الانسياب ولهذا فإن التعبير يشمل السوائل والغازات وتنقسم إلى قسمين:
- موائع قابلة للانضغاط وهي الموائع التي تتغير كثافتها بتغير الضغط الواقع عليها مثل الغازات
- موائع غير قابلة للانضغاط وهي الموائع التي لا تتغير كثافتها بتغير الضغط الواقع عليها مثل السوائل.

تحتفظ المادة في حالة الصلابة بشكل ثابت؛ بعكس المادة في حالة السيولة والحالة الغازية. فما السبب في ذلك؟ إن قوى التماسك بين جزيئات المادة الصلبة تكون كبيرة، لدرجة أنه ليس من السهل أن تغادر مواضعها؛ في حين أنه في حالة السيولة تكون قوى التماسك بين جزيئاتها ضعيفة نسبيا، بحيث تسمح لجزيئات المادة بالحركة داخل المادة. أما في الحالة الغازية، فتكاد قوى التماسك بينها أن تكون معدومة. لذلك، لا يكون للمادة في حالة السيولة والحالة الغازية شكل ثابت؛ بل يعتمد شكلها على شكل الوعاء الذي توجد فيه.
إن الترابط الضعيف أو شبه المنعدم بين جزيئات السوائل والغازات، يجعلها قابلة للاستجابة بسهولة للقوى الخارجية التي تحاول تغيير شكلها، كما أنها تسلط قوة عمودية على أسطح الأوعية الحاوية لها، بحيث أنها إذا وجدت منفذاً فيها، فإنها تنساب وتجري خارجاً. من هنا سميت السوائل والغازات «الموائع».

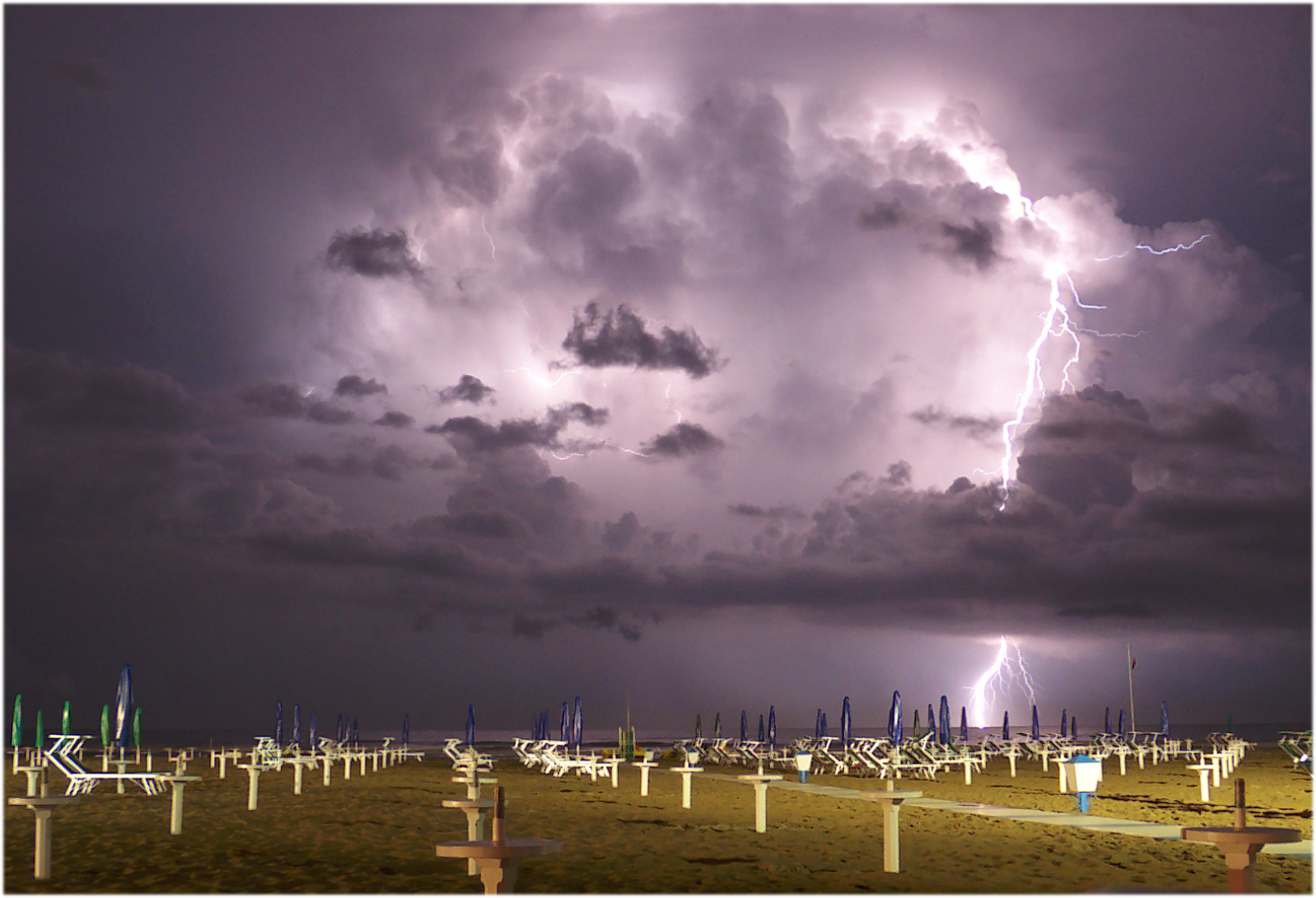
البرق فوق مدينة رمني بإيطاليا.

- ) توجد حالة رابعة للمادة، يطلق عليها اسم البلازما. وفي هذه الحالة، تفقد ذرات المادة بعض إلكتروناتها بسبب درجة الحرارة الشديدة. وعندها، تكون المادة مزيجاً من الأيونات، والإلكترونات وذرات، وجزيئات متعادلة؛ إضافة إلى الإشعاع الكهرومغناطيسي (أو الفوتونات. ويعتقد أن أكثر من 99% من المادة في الكون توجد في حالة البلازما؛ فكل النجوم الساطعة (بما فيها الشمس) أمثلة على هذه الحالة. ومع أن معظم المادة الأرضية ليست بلازما، فإن أمثلة عديدة من البلازما موجودة في الصواعق واللهب، والشفق القطبي، ومصابيح التفريغ الغازي (النيون).

### السريان الثابت وغير الثابت
يوجد نوعان من الانسياب أو السريان:
- النوع الأول وهو السريان الثابت تكون سرعة المائع عند نقطة معينة ثابتة لا تتغير بمرور الزمن ويمكن أن تتغير من نقطة إلى أخرى حسب مقطع الأنبوبة
- النوع الثاني وهو السريان غير الثابت فتتغير السرعة عند نفس النقطة من لحظة إلى أخرى.

### السريان الانسيابي والدوامي
في السريان الانسيابي يكون لكل جزئ من السائل مسار محدد ولا تتقاطع المسارات المختلفة وهذا عكس ما يحدث في السريان الدوامي حيث تتقاطع المسارات.

### خطوط السريان
خط السريان هو خط وهمى داخل المائع بحيث يعطى المماس له عند أي نقطة اتجاه السريان.

### أنبوبة السريان
لرسم أنبوبة السريان داخل المائع في حالة السريان المنتظم نتصور مساحة صغيرة عمودية على اتجاه السريان ويرسم من كل نقطة على محيط هذه المساحة خط سريان المائع المار بهذه النقطة وبذلك يتكون ما يسمى بأنبوبة السريان وهي أنبوبة وهمية جدرانها خطوط السريان ومن خواصها أن المائع لا يخترق جدرانها لأن اتجاه الجدار عند أي نقطة هو اتجاه السريان عند هذه النقطة.

### معادلة الاستمرارية
إذا مر مائع في أنبوبة مختلفة المقطع فإن سرعته تتغير من مقطع لآخر ولكن كتلة المائع التي تمر خلال كل مقطع في الثانية تكون ثابتة. حيث أن سرعة المائع تتناسب عكسياً مع مقطع الأنبوب.

## اقرأ أيضا
- رقم كنودسن
- رقم ماخ
- لزوجة
- حالة سائلة
- قانون تورشيلي
- قوانين التقارب
- تميع بالهز